# Gens Dídia
La gens Dídia (en llatí: gens Didia) va ser una família romana d'origen plebeu que apareix mencionada cap al final de la República. Ciceró en diu "Didii novi homines". Només un membre de la família va obtenir el consolat (Tit Didi el 98 aC). No se'ls coneix cap cognomen.
Els membres destacats de la família van ser:
- Tit Didi, tribú de la plebs l'any 143 aC
- Tit Didi, cònsol romà el 98 aC
- Tit Didi, tribú de la plebs el 95 aC
- Gai Didi, militar romà llegat de Juli Cèsar el 46 aC.
- Quint Didi, governador de Síria l'any 31 aC.